# Люккенбург
Люккенбург (нем. Lückenburg) — община в Германии, в земле Рейнланд-Пфальц. 
Входит в состав района Бернкастель-Витлих. Подчиняется управлению Тальфанг ам Эрбескопф.  Население составляет 97 человек (на 31 декабря 2010 года). Занимает площадь 2,57 км².